# Naturschutzgebiet 'Vogelfreistätte Glender Wiesen'
Naturschutzgebiet 'Vogelfreistätte Glender Wiesen' este o arie protejată (arie specială de conservare — SAC, sit de importanță comunitară — SCI) din Germania întinsă pe o suprafață de 175,33 ha, integral pe uscat.

## Localizare
Centrul sitului Naturschutzgebiet 'Vogelfreistätte Glender Wiesen' este situat la coordonatele 50°17′24″N 10°56′14″E / 50.29°N 10.9372°E.

## Înființare
Situl Naturschutzgebiet 'Vogelfreistätte Glender Wiesen' a fost declarat sit de importanță comunitară în martie 2001 pentru a proteja 7 specii de animale. Situl a fost protejat și ca arie specială de conservare în aprilie 2016.

## Biodiversitate
Situată în ecoregiunea continentală, aria protejată conține 3 habitate naturale: Liziere de ierburi înalte hidrofile de câmpie și de nivel montan până la alpin, Fânețe de joasă altitudine (Alopecurus pratensis, Sanguisorba officinalis), Păduri aluvionare cu Alnus glutinosa și Fraxinus excelsior (Alno-Padion, Alnion incanae, Salicion albae).
La baza desemnării sitului se află mai multe specii protejate:
- păsări (5): barză albă (Ciconia ciconia ciconia), erete de stuf (Circus aeruginosus), cristeiul de câmp (Crex crex), sfrâncioc roșiatic (Lanius collurio), Luscinia svecica cyanecula
- nevertebrate (2): phengaris nausithous (Maculinea nausithous), Vertigo angustior

Pe lângă speciile protejate, pe teritoriul sitului au mai fost identificate 1 specie de reptile.